# Tetrastichus triozai
Tetrastichus triozai är en stekelart som beskrevs av Khan, Agnihotri och Sushil 2005. Tetrastichus triozai ingår i släktet Tetrastichus och familjen finglanssteklar. Inga underarter finns listade i Catalogue of Life.